# ابنة الملك (فلم 2022)
ابنة الملك (بالإنجليزية: The King's Daughter) هو فيلم أمريكي لعام 2022، من إخراج شين ماكنامارا، و سيناريو باري بيرمان وجيمس شيموس، وهو مقتبس من رواية القمر والشمس عام 1997، من تأليف فوندا ماكنتير.

## روابط خارجية
- مقالات تستعمل روابط فنية بلا صلة مع ويكي بيانات